# Козлов, Сергей Григорьевич (авиаконструктор)
Серге́й Григо́рьевич Козло́в (1894—1963) — советский авиаконструктор, профессор, генерал-майор.

## Биография
Родился он 22 сентября 1894 года в г. Волоколамске, в семье школьного учителя музыки.
По настоянию родителей в 1902 году поступил в церковно-приходскую школу, затем перешел в духовное училище и семинарию. Из семинарии за неверие в Бога был изгнан в 1912 году. Экстерном сдав на аттестат зрелости, в 1913 году поступил в Московский университет, проучился год и в 1914 году поступил в Императорское Московское техническое училище, где встретился с Н. Е. Жуковским, стал посещать его лекции, и нашел своё призвание на всю жизнь.
Под влиянием учителя С. Г. Козлов окончил теоретические летные курсы при МВТУ, а затем и Севастопольскую (Качинскую) школу военных летчиков. Великую Октябрьскую революцию он встретил летчиком морской авиации и сразу же встал в ряды её защитников. За храбрость и блестящее выполнение боевых заданий на фронтах гражданской войны был награждён орденом Красного Знамени, назначен начальником дивизиона, а затем — начальником морской авиации Волги и Каспийского моря. На учёбу в Институт инженеров Красного Воздушного Флота поступил с должности помощника начальника гидроавиации и начальника организационного отдела Главвоздухофлота.
Всего за полтора года напряженной учёбы Сергей Григорьевич экстерном изучил все дисциплины учебной программы и первым вне плана выполнил дипломный проект. В приказе по академии № 325 от 3 ноября 1923 года было сказано:

«Военморлет тов. Козлов С. Г., согласно постановлению совета от 6 июля 1923 г. № 25, п. 3, успешно выполнил все требования для окончания Академии Воздушного Флота…
Окончивший Академию Воздушного Флота тов. Козлов С. Г. оставляется на службе при академии и допускается к временному исполнению должности помощника заведующего Аэродинамической лабораторией и приватного преподавателя по проектированию самолетов с 1 ноября 1923 г.».

Первый выпускник академии был и первым её адъюнктом. С 1926 года он возглавлял кафедры воздушных винтов, конструкции и прочности самолетов.
С 1947 по 1950 годы профессор генерал-майор ИТС С. Г. Козлов принимает активное участие в создании Рижского Краснознаменного высшего инженерно-авиационного военного училища им. Ворошилова. Он был назначен заместителем начальника по учебной и научной работе.
В 1950 году по состоянию здоровья вынужден оставить работу и выйти в отставку.
Но даже на пенсии профессор генерал-майор ИТС в отставке С. Г. Козлов вел интенсивную общественную работу: он был Председателем авиационной секции Советского Национального Объединения историков естествознания и техники при Академии Наук СССР вплоть до своей смерти 27 октября 1963 года.

## Награды
- Орден Красного Знамени

## Проекты
- Прозрачный самолёт на базе У-2 и АИР-4
- Прозрачный самолёт ПС-4
- Стреловидный бесхвостный самолёт Г-39 «Кукарача», 1935, испытатель В. П. Чкалов.
- Сверхтяжёлый 12-моторный самолёт «Гигант», 1931—1933, вместе с П. И. Гроховским.
- ЭИ — экспериментальный одноместный истребитель.